# Sudamérica o el regreso a la aurora
Sudamérica o el regreso a la aurora es el tercer álbum del grupo de rock argentino Arco Iris, editado en 1972 por el sello Music Hall.
Esta obra fue publicada bajo la forma de un LP doble, desarrollando, a través de 100 minutos una ópera rock en dos actos, compuesta por Gustavo Santaolalla, guitarrista y cantante del grupo.
Este álbum fusiona el rock progresivo de Arco Iris con ritmos folklóricos argentinos, como la zamba o la chacarera, además de jazz rock y ritmos andinos, como el carnavalito.

## Temas

### Acto 1
1. Obertura — 12:52
2. La Canción de Nahuel — 5:53
3. Canto del Pájaro Dorado — 3:30
4. Viaje Astral — 2:25
5. Tema del Maestro — 2:52
6. Iluminación — 1:59
7. Gira — 3:29
8. Sígueme — 1:48
9. El Negro — 1:54
10. Los Campesinos y el Viajero — 2:18
11. El Estudioso — 2:28
12. Oración de la Partida — 2:53
13. Epílogo: Sálvense Ya — 3:02

### Acto 2
1. Recuerdo — 3:43
2. Canción de los Peregrinos — 2:34
3. Amancay — 2:09
4. Hombre — 17:10
5. Deserción del Viajero — 3:00
6. La Duda de los Campesinos / El Aliento de Dios — 3:14
7. El Viajero Delata a los Peregrinos — 2:17
8. Persecución de los Peregrinos — 6:52
9. Viaje por las Galerías Subterráneas — 2:43
10. Salida al Inmenso Lago - Iluminación - 1:29
11. Reencuentro con Amancay - Oremos — 2:35
12. Las Colinas y el Maestro — 0:23
13. Epílogo: Sudamérica — 3:28

## Músicos
- Ara Tokatlian: Flauta traversa, saxo soprano, alto-tenor, teclados, erke, erkenchsicuri, quena, pincuyos y percusión
- Gustavo Santaolalla: Voz, guitarras acústicas, de doce cuerdas, guitarra eléctrica, charango, percusión, productor
- Guillermo Bordarampé: Bajo, contrabajo y percusión
- Horacio Gianello: Batería y percusión